# Andé (Costa d'Avorio)
 Andé è una città e sottoprefettura della Costa d'Avorio appartenente al dipartimento di Bongouanou. Conta una popolazione di 51 726 abitanti (censimento 2014).